# Commer FC
Commer FC — малотоннажный грузовой автомобиль, выпускаемый компанией Commer с 1960 по 1983 год. Вытеснен с конвейера моделями Dodge 50 и Talbot Express.

## История
Автомобиль Commer FC впервые был представлен в 1960 году. В 1967 году автомобиль был модернизирован и переименован в PB. С 1974 года автомобиль производился компанией Dodge под названием Dodge SpaceVan. После слияния компаний Rootes Group и Chrysler с 1976 года автомобиль выпускался компанией Fargo Trucks.
В 1977 году автомобиль Dodge SpaceVan был модернизирован. В 1982 году компания Commer была приобретена компанией Peugeot.
Производство модели завершилось в 1983 году.

## Галерея

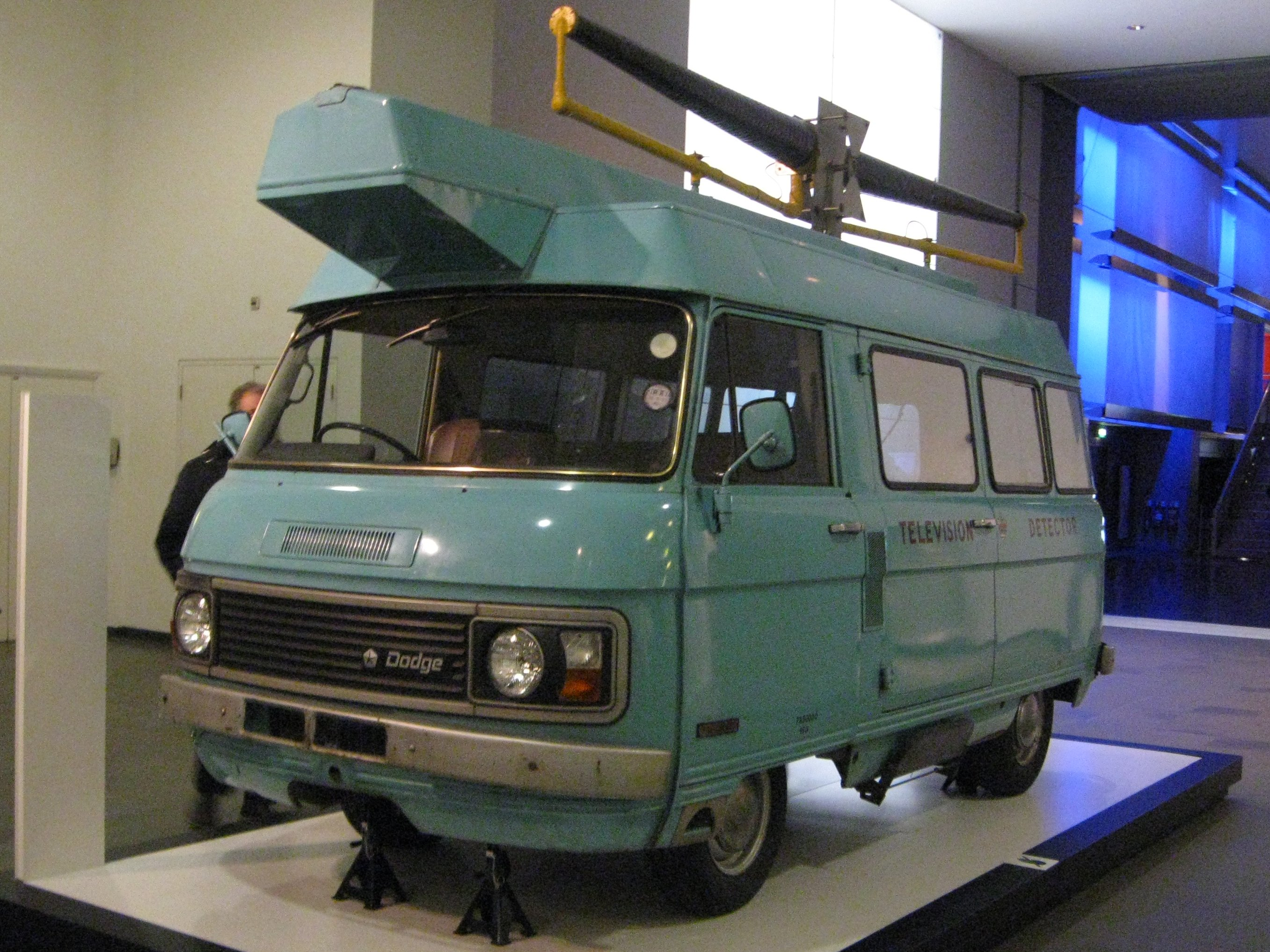
Dodge SpaceVan
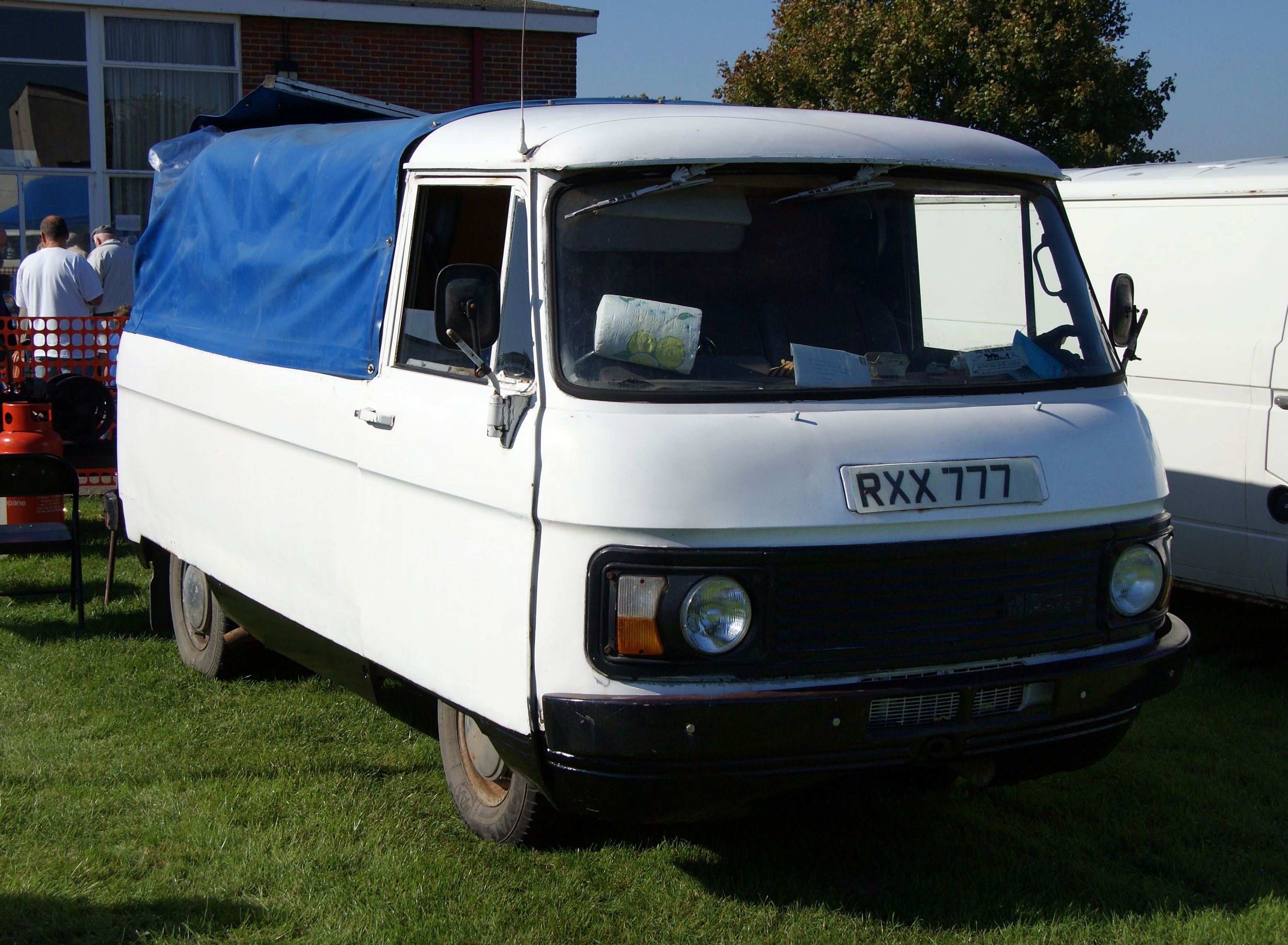
Dodge SpaceVan
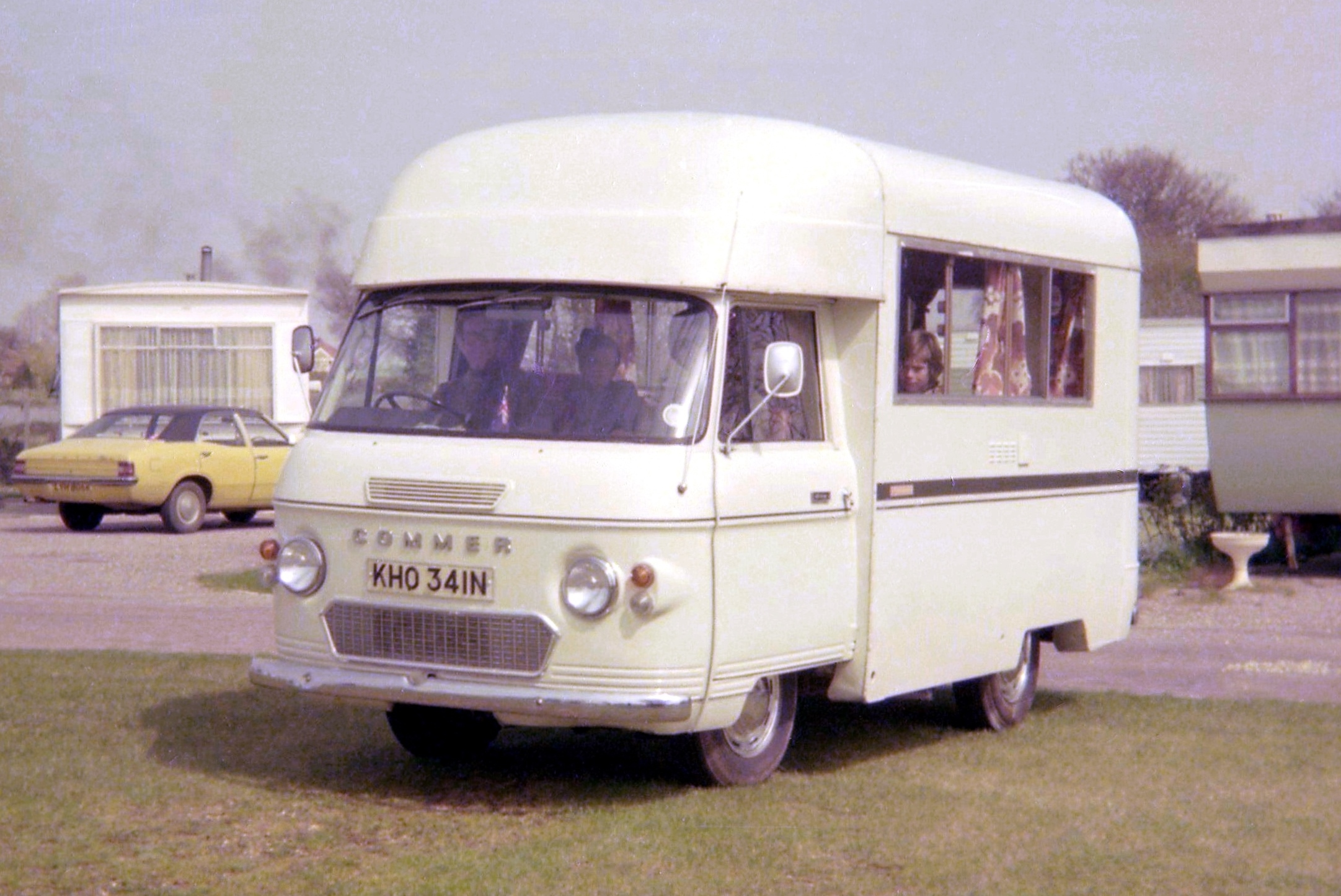
Commer Highwayman